# Guido von Namur
Guido von Namur, auch Gui von Namur oder Guy von Namur, (* um 1275; † 13. Oktober 1311 in Pavia, Italien) war ein Heerführer der flämischen Adligen in der Sporenschlacht 1302 bei Kortrijk. Von 1296 bis 1310 nannte er sich Graf von Zeeland.

## Leben
Guido kam als zweiter Sohn Guidos von Dampierre, Graf von Flandern,  und dessen zweiter Frau Isabella von Luxemburg um das Jahr 1275 zur Welt. Als Nachgeborener wegen der Primogenitur von der Erbfolge als Graf von Flandern ausgeschlossen, musste er sich ein anderes Auskommen suchen und schlug deshalb eine militärische Laufbahn ein.
1291 verlobte er sich mit Marie de Mortagne, Erbin der gleichnamigen Kastellanei in Nordfrankreich mit einer Burganlage, die eine strategisch wichtige Position am Zusammenfluss von Schelde und Scarpe sicherte. Da jedoch der französische König Philipp IV. gegen diese Verbindung war, wurde die Verlobung 1295 schlussendlich wieder gelöst.
Nachdem sein Vater seit 1297 die Lehnshoheit des französischen Königs über die Grafschaft Flandern nicht mehr anerkannte, kämpfte Guido von Namur auf der flämischen Seite gegen Frankreich. Der mit seinem Vater verbündete englische König Eduard I. schlug ihn 1298 in Gent zum Ritter.
1299 erbte er von seinem Vater Teile von Zeeland, auf die jedoch auch der Graf von Holland, namentlich der Sohn des Halbbruders von Guidos Vater, Johan II. von Avesnes, Anspruch erhob. Die Ländereien hatte Guidos Halbschwester Beatrix aus der ersten Ehe Guidos von Dampierre mit Mathilde de Bethune als Mitgift anlässlich ihrer Hochzeit mit Florens V., Graf von Holland, erhalten. Ihr Vater hatte jedoch die Bedingung daran geknüpft, dass der Besitz zurück an das Haus Dampierre fällt, wenn die Nachkommen Beatrix’ aussterben sollten. Da dies schon mit Beatrix’ Sohn Johann I. der Fall war, zog Beatrix’ Vater die Besitzungen wieder ein und gab sie an seinen Sohn Guido von Namur. Aber auch Johann II. von Avesnes, der Nachfolger Johanns I. als Graf von Holland, erhob als Erbe Anspruch, obwohl die Zeeländer Adligen nicht ihn, sondern Guido als Graf von Zeeland anerkannten. Letzterer konnte sich diesem Konflikt mit dem holländischen Grafen vorerst nicht intensiver widmen, da sein Vater und sein älterer Bruder Robert von Béthune im Jahr 1300 im Kampf gegen die Besetzung Flanderns durch französische Truppen in Gefangenschaft gerieten und Guido fortan an der Spitze der einheimischen Bevölkerung den Kampf gegen den französischen König fortführte.
Die flämischen Aufstände fanden in der Brügger Frühmette einen ersten blutigen Höhenpunkt und gipfelten am 11. Juli 1302 in die Sporenschlacht bei Kortrijk. Als Kommandant der Truppen aus dem westlichen Flandern hatte er gemeinsam mit seinem Neffen Wilhelm von Jülich, dem Jüngeren, sowie seinem Zeeländer Verbündeten Jan von Renesse entscheidenden Anteil daran, dass die Franzosen in der Schlacht eine empfindliche Niederlage hinnehmen mussten.

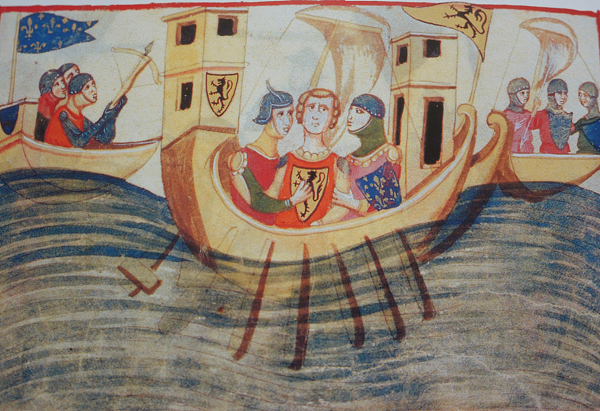
Schlacht von Zierikzee

Nach diesem Erfolg widmete sich Guido von Namur wieder dem Streit mit dem Grafen von Holland um seinen Besitz in Zeeland. Er marschierte mit Soldaten in Zeeland ein und lieferte sich mehrere kleinere Scharmützel mit holländischen Truppen, die er allesamt gewinnen konnte. Nur die Hafenstadt Zierikzee widersetzte sich erfolgreich einer Belagerung. Die Auseinandersetzung führte am 10. und 11. August 1304 zur Schlacht von Zierikzee, in der sich flämische Truppen und französische sowie holländische Kontingente zu Wasser und zu Land gegenüberstanden und die Flamen letztendlich unterlagen. Guido von Namur kam in französische Gefangenschaft und wurde nach Paris gebracht.
Gemäß den Vereinbarungen des Vertrags von Athis-sur-Orge (heute: Athis-Mons), der im Juni 1305 zwischen Philipp IV. und Robert de Béthune geschlossen wurde, kam Guido jedoch wieder frei und musste später auf seine Rechte in Zeeland verzichten. Anschließend verdingte er sich als Kommandant in der Armee seines Cousins, des römisch-deutschen Königs und späteren Kaisers Heinrich VII. Gemeinsam mit seinem jüngeren Bruder Heinrich I. von Lodi nahm er mit den kaiserlichen Truppen an der Belagerung und Einnahme der italienischen Stadt Brescia im Jahr 1311 teil. Im gleichen Jahr heiratete Guido zudem Margarethe von Lothringen, die Tochter Theobalds II., Herzog von Lothringen, ehe er kurz darauf in Pavia an der Pest starb, mit der er sich im Heerlager infiziert hatte.